# 1881 no desporto

## Eventos
- 29 de agosto a 17 de setembro - Torneio de xadrez de Berlim de 1881, vencido por Joseph Henry Blackburne.[1]

### Futebol
- Fundação do Football Club des Girondins de Bordeaux, da França.
- Fundação da Leyton Orient Football Club, da Inglaterra.
- Fundação da Newcastle United Football Club, da Inglaterra.
- Fundação da Watford Football Club, da Inglaterra.

## Nascimentos
| Data           | Nome                   | Profissão                    | Nacionalidade     | Observações | Ref   |
| -------------- | ---------------------- | ---------------------------- | ----------------- | ----------- | ----- |
| 31 de maio     | Heinrich Burger        | patinador artístico          | Alemanha          | m. 1942     | [ 2 ] |
| 12 de junho    | John Greig             | patinador artístico          | Reino Unido       | m. 1971     | [ 3 ] |
| 29 de junho    | Louis Trousselier      | ciclista                     | França            | m. 1939     | [ 4 ] |
| 16 de setembro | Madge Syers            | patinadora artística         | Reino Unido       | m. 1917     | [ 5 ] |
| 12 de outubro  | José Monteiro da Costa | futebolista e treinador      | Reino de Portugal | m. 1911     | [ 6 ] |
| 17 de dezembro | Yngvar Bryn            | atleta e patinador artístico | Noruega           | m. 1947     | [ 7 ] |

## Mortes
| Data | Nome | Profissão | Nacionalidade | Observações | Ref |
| ---- | ---- | --------- | ------------- | ----------- | --- |